# Nová budova ČVUT
Nová budova ČVUT, interním názvem budova T9, je objekt postavený v Thákurově ulici č. 9/2700 v Praze 6 – Dejvicích na posledním volném pozemku dejvického kampusu, v nejbližším sousedství Fakulty stavební ČVUT, Studentského domu ČVUT a Národní technické knihovny. Slouží jako sídlo Fakulty architektury ČVUT a Fakulty informačních technologií ČVUT (3. patro). Jeho architektka, Alena Šrámková popsala tři základní principy této budovy: jednoduchost, otevřenost a pravdivost.

## Historie

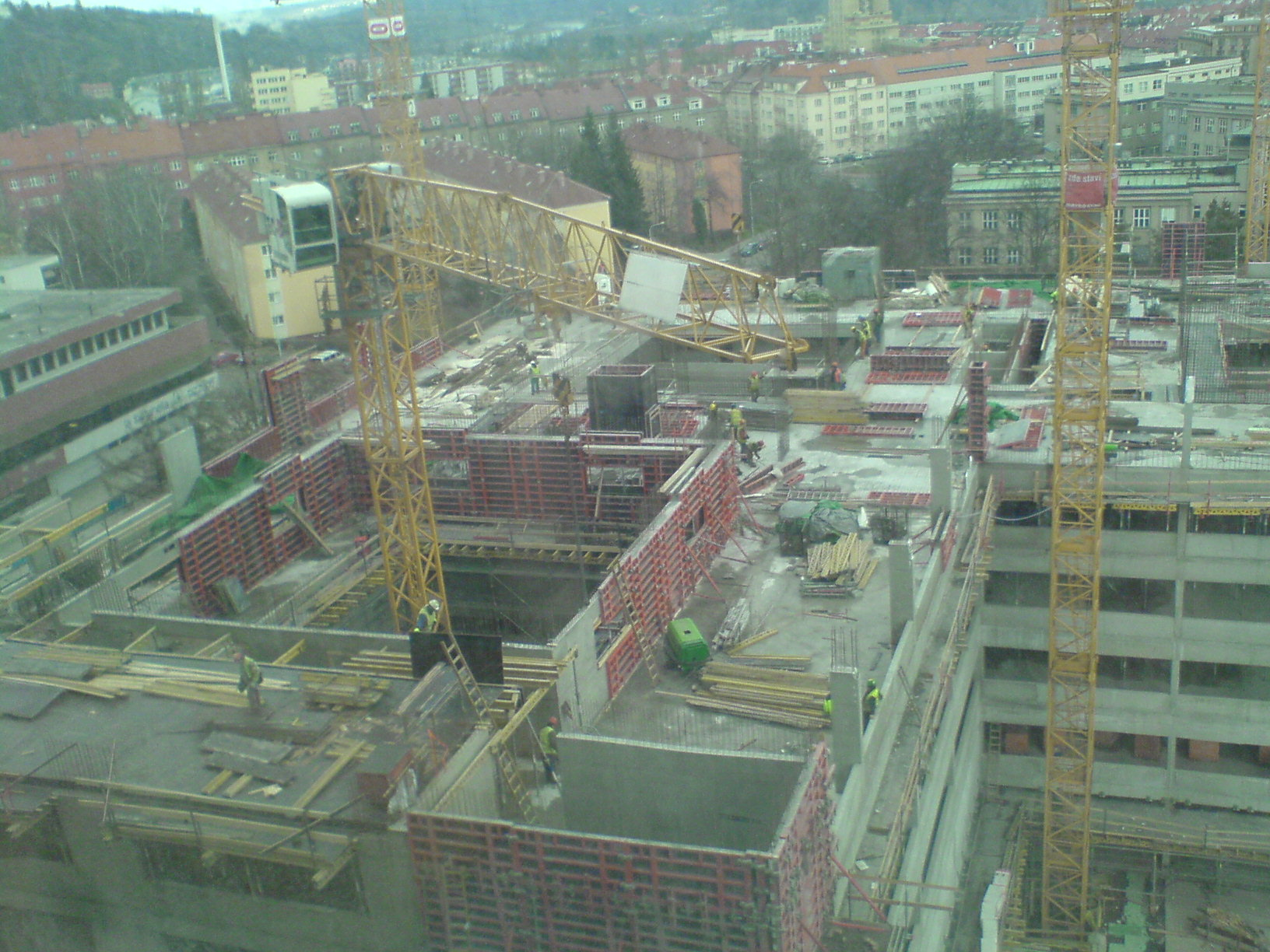
Výstavba nové budovy ČVUT v březnu 2010

V roce 2004 byla vypsána architektonická soutěž, do které se přihlásilo 35 týmů. Komise složená z významných architektů vybrala jako vítězný návrh Ing. arch. Aleny Šrámkové a jejích spolupracovníků z ateliéru Alena Šrámková architekti, architektů Lukáše Ehla a Tomáše Koumara. Projekt byl zpracován v letech 2005–2009, realizace stavby proběhla v letech 2009–2010. Budova byla slavnostně otevřena 22. února 2011.
Od roku 2011 se Nová budova ČVUT stala sídlem Fakulty architektury ČVUT. Ve třetím patře má některé své prostory Fakulta informačních technologií ČVUT, která zároveň využívá pro své studenty i přednáškové místnosti v této budově.

## Popis a charakter stavby

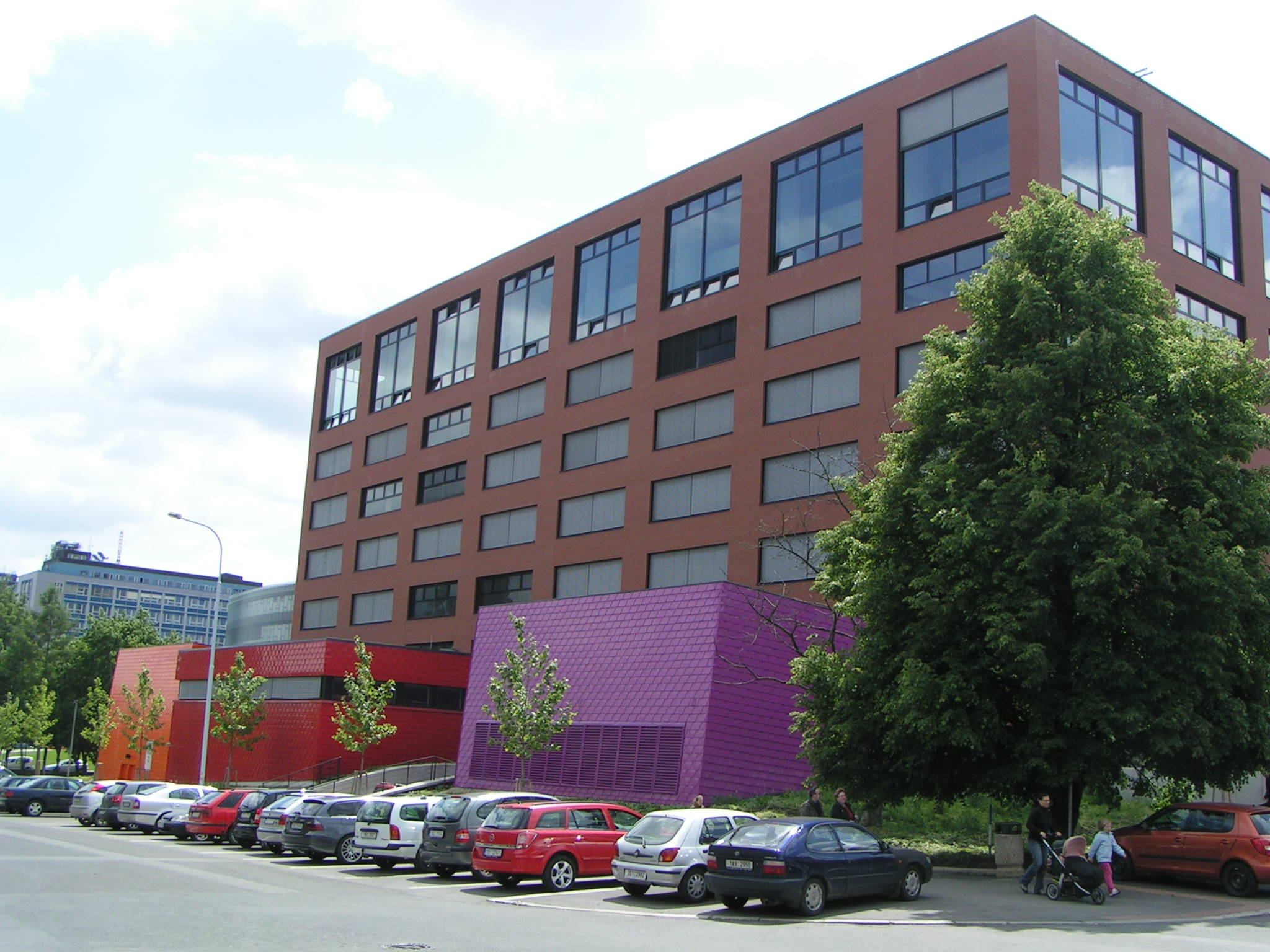
Nová budova ČVUT zezadu, pohled na jednotlivé barevné kvádry, v nichž jsou přednáškové místnosti

Nová budova volně navazuje na dostavbu areálu vysokých škol podle návrhu architektů Františka Čermáka a Gustava Paula z přelomu 50. a 60. let 20. století, který vycházel z původního urbanistického konceptu prof. Antonína Engela z roku 1924.
Monolitická železobetonová stavba má osm nadzemních a tři podzemní podlaží s garážemi. V prvním nadzemním podlaží je propojena spojovacím mostem s budovou A Fakulty stavební ČVUT. Fasádu budovy tvoří cihelný obklad v kombinaci s pohledovým betonem. Půdorys budovy 64 na 64 m je, v nadzemní části, ze tří čtvrtin zastavěn kubusem ve tvaru L. Směrem do ulice Bechyňova vystupují z kubusu tři kvádry poslucháren. Mezi nimi se nachází vedlejší vchod do budovy a vjezd do podzemních garáží. Kvádry poslucháren jsou obloženy kovovými, smaltovanými šindeli v barvě oranžové, červené a fialové.
Zbývající čtvrtinu půdorysu tvoří čtvercová dlážděná plocha, ze které se vstupuje do budovy. Toto nádvoří může být využito též jako shromaždiště nebo otevřený výukový prostor.
V interiéru budovy je, jako výtvarný prvek, použit pohledový beton, doplněný černým linoleem na podlaze a barevnými stěnami. Provětrání objektu zajišťují tři krytá atria procházející budovou. V nadzemních podlažích jsou umístěny ateliéry, učebny, zasedací místnosti, kanceláře pedagogů, respiria a hygienická zařízení. V přízemí se nachází recepce, studijní oddělení, šatny, kapacitní přednáškové sály a univerzální prostory pro konání výstav a slavnostních akcí.
Tři podzemní podlaží jsou určena hlavně pro parkování osobních vozidel, celkem je zde 316 parkovacích míst. V ostatních podzemních prostorách jsou umístěny modelářské dílny, počítačové učebny, sochařský ateliér a provozy hospodářského a technického zázemí.
Celý objekt Nové budovy ČVUT je energeticky vysoce úsporný a byl navržen jako univerzální, s prostorami vhodnými pro výuku technických oborů. Jeho charakteristickým rysem je transparentnost vnitřních prostor s prosklenými příčkami, které umožňují průhledy do učeben, seminárních místností, ateliérů i do pracoven pedagogů.

## Zajímavosti
Původní projekt Aleny Šrámkové počítal s umístěním soch Johna Hejduka Dům sebevraha a Dům matky sebevraha, inspirovaný činem Jana Palacha v roce 1968, na vstupním nádvoří. Sochy byly rovněž součástí vítězného soutěžního projektu ateliéru Cígler Marani Architects pro řešení nástupního prostoru nové budovy ČVUT z roku 2010.  Porota ale umístění soch v tomto místě vzhledem k jeho charakteru nedoporučila.